# 11e étape du Tour d'Italie 2020
Pour un article plus général, voir Tour d'Italie 2020.
La 11e étape du Tour d'Italie 2020 se déroule le mercredi 14 octobre 2020, entre Porto Sant'Elpidio et Rimini, sur une distance de 182 km.

## Déroulement de la course
Arnaud Démare s'adjuge au sprint la 11e étape et conforte son maillot cyclamen, en devançant Peter Sagan et Alvaro Hodeg. Le champion de France devient le deuxième coureur français à remporter 4 étapes sur une même édition du Tour d'Italie, après Bernard Hinault en 1982. En glânant aussi le 7e succès de sa carrière en Grand Tour, il devient le coureur français en activité ayant le plus levé les bras sur les épreuves de trois semaines, devant Thibaut Pinot.

## Résultats

### Classement de l'étape
| \| Classement de l'étape \| Classement de l'étape \| Classement de l'étape \| Classement de l'étape \| Classement de l'étape \| \| Coureur \| Coureur \| Pays \| Équipe \| Temps \| \| --------------------- \| --------------------- \| --------------------- \| ---------------------- \| --------------------- \| \| 1er \| Arnaud Démare \| France \| Groupama-FDJ \| 4 h 03 min 52 s \| \| 2e \| Peter Sagan \| Slovaquie \| Bora-Hansgrohe \| + 0 s \| \| 3e \| Álvaro Hodeg \| Colombie \| Deceuninck-Quick Step \| + 0 s \| \| 4e \| Simone Consonni \| Italie \| Cofidis \| + 0 s \| \| 5e \| Rick Zabel \| Allemagne \| Israel Start-Up Nation \| + 0 s \| \| 6e \| Nico Denz \| Allemagne \| Team Sunweb \| + 0 s \| \| 7e \| Fernando Gaviria \| Colombie \| UAE Team Emirates \| + 0 s \| \| 8e \| Stefano Oldani \| Italie \| Lotto-Soudal \| + 0 s \| \| 9e \| Jacopo Mosca \| Italie \| Trek-Segafredo \| + 0 s \| \| 10e \| Elia Viviani \| Italie \| Cofidis \| + 0 s \| |                  |           |                        |                 |
| |                  |           |                        |                 |
| Source : ProCyclingStats |                  |           |                        |                 |
| Classement de l'étape |                  |           |                        |                 |
| Coureur | Coureur          | Pays      | Équipe                 | Temps           |
| 1er | Arnaud Démare    | France    | Groupama-FDJ           | 4 h 03 min 52 s |
| 2e | Peter Sagan      | Slovaquie | Bora-Hansgrohe         | + 0 s           |
| 3e | Álvaro Hodeg     | Colombie  | Deceuninck-Quick Step  | + 0 s           |
| 4e | Simone Consonni  | Italie    | Cofidis                | + 0 s           |
| 5e | Rick Zabel       | Allemagne | Israel Start-Up Nation | + 0 s           |
| 6e | Nico Denz        | Allemagne | Team Sunweb            | + 0 s           |
| 7e | Fernando Gaviria | Colombie  | UAE Team Emirates      | + 0 s           |
| 8e | Stefano Oldani   | Italie    | Lotto-Soudal           | + 0 s           |
| 9e | Jacopo Mosca     | Italie    | Trek-Segafredo         | + 0 s           |
| 10e | Elia Viviani     | Italie    | Cofidis                | + 0 s           |

### Points attribués pour le classement par points
| Sprint intermédiaire Pesaro (km 105,9) | Sprint intermédiaire Pesaro (km 105,9) | Sprint intermédiaire Pesaro (km 105,9) | Sprint intermédiaire Pesaro (km 105,9) | Sprint intermédiaire Pesaro (km 105,9) |
| -------------------------------------- | -------------------------------------- | -------------------------------------- | -------------------------------------- | -------------------------------------- |
|                                        | Coureur                                | Pays                                   | Équipe                                 | Point(s)                               |
| 1er                                    | Francesco Romano                       | Italie                                 | Bardiani CSF Faizanè                   | 12                                     |
| 2e                                     | Marco Frapporti                        | Italie                                 | Vini Zabù-KTM                          | 8                                      |
| 3e                                     | Mattia Bais                            | Italie                                 | Androni Giocattoli-Sidermec            | 6                                      |
| 4e                                     | Fabio Mazzucco                         | Italie                                 | Bardiani CSF Faizanè                   | 5                                      |
| 5e                                     | Sander Armée                           | Belgique                               | Lotto-Soudal                           | 4                                      |
| 6e                                     | Arnaud Démare                          | France                                 | Groupama-FDJ                           | 3                                      |
| 7e                                     | Peter Sagan                            | Slovaquie                              | Bora-Hansgrohe                         | 2                                      |
| 8e                                     | Andrea Vendrame                        | Italie                                 | AG2R La Mondiale                       | 1                                      |
| modifier                               |                                        |                                        |                                        |                                        |

| Arrivée d'étape Rimini (km 182) | Arrivée d'étape Rimini (km 182) | Arrivée d'étape Rimini (km 182) | Arrivée d'étape Rimini (km 182) | Arrivée d'étape Rimini (km 182) |
| ------------------------------- | ------------------------------- | ------------------------------- | ------------------------------- | ------------------------------- |
|                                 | Coureur                         | Pays                            | Équipe                          | Point(s)                        |
| 1er                             | Arnaud Démare                   | France                          | Groupama-FDJ                    | 50                              |
| 2e                              | Peter Sagan                     | Slovaquie                       | Bora-Hansgrohe                  | 35                              |
| 3e                              | Álvaro Hodeg                    | Colombie                        | Deceuninck-Quick Step           | 25                              |
| 4e                              | Simone Consonni                 | Italie                          | Cofidis                         | 18                              |
| 5e                              | Rick Zabel                      | Allemagne                       | Israel Start-Up Nation          | 14                              |
| 6e                              | Nico Denz                       | Allemagne                       | Sunweb                          | 12                              |
| 7e                              | Fernando Gaviria                | Colombie                        | UAE Emirates                    | 10                              |
| 8e                              | Stefano Oldani                  | Italie                          | Lotto-Soudal                    | 8                               |
| 9e                              | Jacopo Mosca                    | Italie                          | Trek-Segafredo                  | 7                               |
| 10e                             | Elia Viviani                    | Italie                          | Cofidis                         | 6                               |
| 11e                             | Andrea Vendrame                 | Italie                          | AG2R La Mondiale                | 5                               |
| 12e                             | Giovanni Lonardi                | Italie                          | Bardiani CSF Faizanè            | 4                               |
| 13e                             | Jacopo Guarnieri                | Italie                          | Groupama-FDJ                    | 3                               |
| 14e                             | Filippo Fiorelli                | Italie                          | Bardiani CSF Faizanè            | 2                               |
| 15e                             | Vincenzo Nibali                 | Italie                          | Trek-Segafredo                  | 1                               |
| modifier                        |                                 |                                 |                                 |                                 |

### Points attribués pour le classement du meilleur grimpeur
| \| Mont San Bartolo (km 111,3) 4e catégorie (3,1 km à 5,2%) \| Mont San Bartolo (km 111,3) 4e catégorie (3,1 km à 5,2%) \| Mont San Bartolo (km 111,3) 4e catégorie (3,1 km à 5,2%) \| Mont San Bartolo (km 111,3) 4e catégorie (3,1 km à 5,2%) \| Mont San Bartolo (km 111,3) 4e catégorie (3,1 km à 5,2%) \| \| -------------------------------------------------------- \| -------------------------------------------------------- \| -------------------------------------------------------- \| -------------------------------------------------------- \| -------------------------------------------------------- \| \| \| Coureur \| Pays \| Équipe \| Point(s) \| \| 1er \| Mattia Bais \| Italie \| Androni Giocattoli-Sidermec \| 3 \| \| 2e \| Fabio Mazzucco \| Italie \| Bardiani CSF Faizanè \| 2 \| \| 3e \| Sander Armée \| Belgique \| Lotto-Soudal \| 1 \| \| modifier \| \| \| \| \| |                |          |                             |          |
| Mont San Bartolo (km 111,3) 4e catégorie (3,1 km à 5,2%) |                |          |                             |          |
| | Coureur        | Pays     | Équipe                      | Point(s) |
| 1er | Mattia Bais    | Italie   | Androni Giocattoli-Sidermec | 3        |
| 2e | Fabio Mazzucco | Italie   | Bardiani CSF Faizanè        | 2        |
| 3e | Sander Armée   | Belgique | Lotto-Soudal                | 1        |
| modifier |                |          |                             |          |

### Points attribués pour le classement des sprints intermédiaires
| Sprint intermédiaire Pesaro (km 105,9) | Sprint intermédiaire Pesaro (km 105,9) | Sprint intermédiaire Pesaro (km 105,9) | Sprint intermédiaire Pesaro (km 105,9) | Sprint intermédiaire Pesaro (km 105,9) |
| -------------------------------------- | -------------------------------------- | -------------------------------------- | -------------------------------------- | -------------------------------------- |
|                                        | Coureur                                | Pays                                   | Équipe                                 | Point(s)                               |
| 1er                                    | Francesco Romano                       | Italie                                 | Bardiani CSF Faizanè                   | 10                                     |
| 2e                                     | Marco Frapporti                        | Italie                                 | Vini Zabù-KTM                          | 6                                      |
| 3e                                     | Mattia Bais                            | Italie                                 | Androni Giocattoli-Sidermec            | 3                                      |
| 4e                                     | Fabio Mazzucco                         | Italie                                 | Bardiani CSF Faizanè                   | 2                                      |
| 5e                                     | Sander Armée                           | Belgique                               | Lotto-Soudal                           | 1                                      |
| modifier                               |                                        |                                        |                                        |                                        |

| Sprint intermédiaire Coriano (km 144,1) | Sprint intermédiaire Coriano (km 144,1) | Sprint intermédiaire Coriano (km 144,1) | Sprint intermédiaire Coriano (km 144,1) | Sprint intermédiaire Coriano (km 144,1) |
| --------------------------------------- | --------------------------------------- | --------------------------------------- | --------------------------------------- | --------------------------------------- |
|                                         | Coureur                                 | Pays                                    | Équipe                                  | Point(s)                                |
| 1er                                     | Francesco Romano                        | Italie                                  | Bardiani CSF Faizanè                    | 10                                      |
| 2e                                      | Marco Frapporti                         | Italie                                  | Vini Zabù-KTM                           | 6                                       |
| 3e                                      | Mattia Bais                             | Italie                                  | Androni Giocattoli-Sidermec             | 3                                       |
| 4e                                      | Sander Armée                            | Belgique                                | Lotto-Soudal                            | 2                                       |
| 5e                                      | Fabio Mazzucco                          | Italie                                  | Bardiani CSF Faizanè                    | 1                                       |
| modifier                                |                                         |                                         |                                         |                                         |

### Bonifications
|   | Coureur          | Pays   | Équipe                      | Secondes |
| - | ---------------- | ------ | --------------------------- | -------- |
| 1 | Francesco Romano | Italie | Bardiani CSF Faizanè        | 3 s      |
| 2 | Marco Frapporti  | Italie | Vini Zabù-KTM               | 2 s      |
| 3 | Mattia Bais      | Italie | Androni Giocattoli-Sidermec | 1 s      |

|   | Coureur       | Pays      | Équipe                | Secondes |
| - | ------------- | --------- | --------------------- | -------- |
| 1 | Arnaud Démare | France    | Groupama-FDJ          | 10 s     |
| 2 | Peter Sagan   | Slovaquie | Bora-Hansgrohe        | 6 s      |
| 3 | Álvaro Hodeg  | Colombie  | Deceuninck-Quick Step | 4 s      |

## Classements à l'issue de l'étape

### Classement général
| \| Classement général \| Classement général \| Classement général \| Classement général \| Classement général \| \| Coureur \| Coureur \| Pays \| Équipe \| Temps \| \| ------------------ \| ------------------- \| ------------------ \| --------------------- \| ------------------ \| \| 1er \| João Almeida \| Portugal \| Deceuninck-Quick Step \| 43 h 41 min 57 s \| \| 2e \| Wilco Kelderman \| Pays-Bas \| Team Sunweb \| + 34 s \| \| 3e \| Pello Bilbao \| Espagne \| Bahrain McLaren \| + 43 s \| \| 4e \| Domenico Pozzovivo \| Italie \| NTT Pro Cycling \| + 57 s \| \| 5e \| Vincenzo Nibali \| Italie \| Trek-Segafredo \| + 1 min 01 s \| \| 6e \| Patrick Konrad \| Autriche \| Bora-Hansgrohe \| + 1 min 15 s \| \| 7e \| Jai Hindley \| Australie \| Team Sunweb \| + 1 min 19 s \| \| 8e \| Rafał Majka \| Pologne \| Bora-Hansgrohe \| + 1 min 01 s \| \| 9e \| Fausto Masnada \| Italie \| Deceuninck-Quick Step \| + 1 min 36 s \| \| 10e \| Hermann Pernsteiner \| Autriche \| Bahrain McLaren \| + 1 min 52 s \| |                     |           |                       |                  |
| |                     |           |                       |                  |
| Source : ProCyclingStats |                     |           |                       |                  |
| Classement général |                     |           |                       |                  |
| Coureur | Coureur             | Pays      | Équipe                | Temps            |
| 1er | João Almeida        | Portugal  | Deceuninck-Quick Step | 43 h 41 min 57 s |
| 2e | Wilco Kelderman     | Pays-Bas  | Team Sunweb           | + 34 s           |
| 3e | Pello Bilbao        | Espagne   | Bahrain McLaren       | + 43 s           |
| 4e | Domenico Pozzovivo  | Italie    | NTT Pro Cycling       | + 57 s           |
| 5e | Vincenzo Nibali     | Italie    | Trek-Segafredo        | + 1 min 01 s     |
| 6e | Patrick Konrad      | Autriche  | Bora-Hansgrohe        | + 1 min 15 s     |
| 7e | Jai Hindley         | Australie | Team Sunweb           | + 1 min 19 s     |
| 8e | Rafał Majka         | Pologne   | Bora-Hansgrohe        | + 1 min 01 s     |
| 9e | Fausto Masnada      | Italie    | Deceuninck-Quick Step | + 1 min 36 s     |
| 10e | Hermann Pernsteiner | Autriche  | Bahrain McLaren       | + 1 min 52 s     |

| Classement par points | Classement par points | Classement par points | Classement par points | Classement par points |
| Coureur               | Coureur               | Pays                  | Équipe                | Points                |
| --------------------- | --------------------- | --------------------- | --------------------- | --------------------- |
| 1er                   | Arnaud Démare         | France                | Groupama-FDJ          | 220 pts               |
| 2e                    | Peter Sagan           | Slovaquie             | Bora-Hansgrohe        | 184 pts               |
| 3e                    | Filippo Ganna         | Italie                | Ineos Grenadiers      | 51 pts                |
| 4e                    | João Almeida          | Portugal              | Deceuninck-Quick Step | 41 pts                |
| 5e                    | Davide Ballerini      | Italie                | Deceuninck-Quick Step | 40 pts                |
| 6e                    | Álvaro Hodeg          | Colombie              | Deceuninck-Quick Step | 39 pts                |
| 7e                    | Andrea Vendrame       | Italie                | AG2R La Mondiale      | 37 pts                |
| 8e                    | Marco Frapporti       | Italie                | Vini Zabù-Brado-KTM   | 36 pts                |
| 9e                    | Elia Viviani          | Italie                | Cofidis               | 32 pts                |
| 10e                   | Ben Swift             | Royaume-Uni           | Ineos Grenadiers      | 31 pts                |

| Classement par points | Classement par points | Classement par points | Classement par points | Classement par points |
| Coureur               | Coureur               | Pays                  | Équipe                | Points                |
| --------------------- | --------------------- | --------------------- | --------------------- | --------------------- |
| 1er                   | Arnaud Démare         | France                | Groupama-FDJ          | 220 pts               |
| 2e                    | Peter Sagan           | Slovaquie             | Bora-Hansgrohe        | 184 pts               |
| 3e                    | Filippo Ganna         | Italie                | Ineos Grenadiers      | 51 pts                |
| 4e                    | João Almeida          | Portugal              | Deceuninck-Quick Step | 41 pts                |
| 5e                    | Davide Ballerini      | Italie                | Deceuninck-Quick Step | 40 pts                |
| 6e                    | Álvaro Hodeg          | Colombie              | Deceuninck-Quick Step | 39 pts                |
| 7e                    | Andrea Vendrame       | Italie                | AG2R La Mondiale      | 37 pts                |
| 8e                    | Marco Frapporti       | Italie                | Vini Zabù-Brado-KTM   | 36 pts                |
| 9e                    | Elia Viviani          | Italie                | Cofidis               | 32 pts                |
| 10e                   | Ben Swift             | Royaume-Uni           | Ineos Grenadiers      | 31 pts                |

| Classement de la montagne | Classement de la montagne | Classement de la montagne | Classement de la montagne | Classement de la montagne |
| Coureur                   | Coureur                   | Pays                      | Équipe                    | Points                    |
| ------------------------- | ------------------------- | ------------------------- | ------------------------- | ------------------------- |
| 1er                       | Ruben Guerreiro           | Portugal                  | EF Pro Cycling            | 84 pts                    |
| 2e                        | Giovanni Visconti         | Italie                    | Vini Zabù-Brado-KTM       | 76 pts                    |
| 3e                        | Filippo Ganna             | Italie                    | Ineos Grenadiers          | 45 pts                    |
| 4e                        | Jonathan Castroviejo      | Espagne                   | Ineos Grenadiers          | 45 pts                    |
| 5e                        | Jonathan Caicedo          | Équateur                  | EF Pro Cycling            | 40 pts                    |
| 6e                        | Matthew Holmes            | Royaume-Uni               | Lotto-Soudal              | 20 pts                    |
| 7e                        | Domenico Pozzovivo        | Italie                    | NTT Pro Cycling           | 20 pts                    |
| 8e                        | Lawrence Warbasse         | États-Unis                | AG2R La Mondiale          | 20 pts                    |
| 9e                        | Kilian Frankiny           | Suisse                    | Groupama-FDJ              | 20 pts                    |
| 10e                       | Edoardo Zardini           | Italie                    | Vini Zabù-Brado-KTM       | 18 pts                    |

| Classement de la montagne | Classement de la montagne | Classement de la montagne | Classement de la montagne | Classement de la montagne |
| Coureur                   | Coureur                   | Pays                      | Équipe                    | Points                    |
| ------------------------- | ------------------------- | ------------------------- | ------------------------- | ------------------------- |
| 1er                       | Ruben Guerreiro           | Portugal                  | EF Pro Cycling            | 84 pts                    |
| 2e                        | Giovanni Visconti         | Italie                    | Vini Zabù-Brado-KTM       | 76 pts                    |
| 3e                        | Filippo Ganna             | Italie                    | Ineos Grenadiers          | 45 pts                    |
| 4e                        | Jonathan Castroviejo      | Espagne                   | Ineos Grenadiers          | 45 pts                    |
| 5e                        | Jonathan Caicedo          | Équateur                  | EF Pro Cycling            | 40 pts                    |
| 6e                        | Matthew Holmes            | Royaume-Uni               | Lotto-Soudal              | 20 pts                    |
| 7e                        | Domenico Pozzovivo        | Italie                    | NTT Pro Cycling           | 20 pts                    |
| 8e                        | Lawrence Warbasse         | États-Unis                | AG2R La Mondiale          | 20 pts                    |
| 9e                        | Kilian Frankiny           | Suisse                    | Groupama-FDJ              | 20 pts                    |
| 10e                       | Edoardo Zardini           | Italie                    | Vini Zabù-Brado-KTM       | 18 pts                    |

| Classement du meilleur jeune | Classement du meilleur jeune | Classement du meilleur jeune | Classement du meilleur jeune | Classement du meilleur jeune |
| Coureur                      | Coureur                      | Pays                         | Équipe                       | Temps                        |
| ---------------------------- | ---------------------------- | ---------------------------- | ---------------------------- | ---------------------------- |
| 1er                          | João Almeida                 | Portugal                     | Deceuninck-Quick Step        | 43 h 41 min 57 s             |
| 2e                           | Jai Hindley                  | Australie                    | Team Sunweb                  | + 1 min 19 s                 |
| 3e                           | Brandon McNulty              | États-Unis                   | UAE Team Emirates            | + 2 min 39 s                 |
| 4e                           | Tao Geoghegan Hart           | Royaume-Uni                  | Ineos Grenadiers             | + 2 min 45 s                 |
| 5e                           | Sergio Samitier              | Espagne                      | Movistar Team                | + 5 min 25 s                 |
| 6e                           | James Knox                   | Royaume-Uni                  | Deceuninck-Quick Step        | + 5 min 32 s                 |
| 7e                           | Harm Vanhoucke               | Belgique                     | Lotto-Soudal                 | + 5 min 42 s                 |
| 8e                           | Aurélien Paret-Peintre       | France                       | AG2R La Mondiale             | + 6 min 21 s                 |
| 9e                           | Sam Oomen                    | Pays-Bas                     | Team Sunweb                  | + 10 min 49 s                |
| 10e                          | Attila Valter                | Hongrie                      | CCC Team                     | + 11 min 55 s                |

| Classement du meilleur jeune | Classement du meilleur jeune | Classement du meilleur jeune | Classement du meilleur jeune | Classement du meilleur jeune |
| Coureur                      | Coureur                      | Pays                         | Équipe                       | Temps                        |
| ---------------------------- | ---------------------------- | ---------------------------- | ---------------------------- | ---------------------------- |
| 1er                          | João Almeida                 | Portugal                     | Deceuninck-Quick Step        | 43 h 41 min 57 s             |
| 2e                           | Jai Hindley                  | Australie                    | Team Sunweb                  | + 1 min 19 s                 |
| 3e                           | Brandon McNulty              | États-Unis                   | UAE Team Emirates            | + 2 min 39 s                 |
| 4e                           | Tao Geoghegan Hart           | Royaume-Uni                  | Ineos Grenadiers             | + 2 min 45 s                 |
| 5e                           | Sergio Samitier              | Espagne                      | Movistar Team                | + 5 min 25 s                 |
| 6e                           | James Knox                   | Royaume-Uni                  | Deceuninck-Quick Step        | + 5 min 32 s                 |
| 7e                           | Harm Vanhoucke               | Belgique                     | Lotto-Soudal                 | + 5 min 42 s                 |
| 8e                           | Aurélien Paret-Peintre       | France                       | AG2R La Mondiale             | + 6 min 21 s                 |
| 9e                           | Sam Oomen                    | Pays-Bas                     | Team Sunweb                  | + 10 min 49 s                |
| 10e                          | Attila Valter                | Hongrie                      | CCC Team                     | + 11 min 55 s                |

| Classement par équipes | Classement par équipes | Classement par équipes | Classement par équipes |
| Équipe                 | Équipe                 | Pays                   | Temps                  |
| ---------------------- | ---------------------- | ---------------------- | ---------------------- |
| 1re                    | Ineos Grenadiers       | Royaume-Uni            | 130 h 59 min 50 s      |
| 2e                     | Deceuninck-Quick Step  | Belgique               | + 12 min 32 s          |
| 3e                     | Team Sunweb            | Allemagne              | + 13 min 55 s          |
| 4e                     | Bora-Hansgrohe         | Allemagne              | + 18 min 44 s          |
| 5e                     | Trek-Segafredo         | États-Unis             | + 32 min 08 s          |
| 6e                     | Movistar Team          | Espagne                | + 33 min 34 s          |
| 7e                     | CCC Team               | Pologne                | + 41 min 56 s          |
| 8e                     | Bahrain McLaren        | Bahreïn                | + 42 min 52 s          |
| 9e                     | AG2R La Mondiale       | France                 | + 45 min 11 s          |
| 10e                    | UAE Team Emirates      | Émirats arabes unis    | + 50 min 08 s          |

| Classement par équipes | Classement par équipes | Classement par équipes | Classement par équipes |
| Équipe                 | Équipe                 | Pays                   | Temps                  |
| ---------------------- | ---------------------- | ---------------------- | ---------------------- |
| 1re                    | Ineos Grenadiers       | Royaume-Uni            | 130 h 59 min 50 s      |
| 2e                     | Deceuninck-Quick Step  | Belgique               | + 12 min 32 s          |
| 3e                     | Team Sunweb            | Allemagne              | + 13 min 55 s          |
| 4e                     | Bora-Hansgrohe         | Allemagne              | + 18 min 44 s          |
| 5e                     | Trek-Segafredo         | États-Unis             | + 32 min 08 s          |
| 6e                     | Movistar Team          | Espagne                | + 33 min 34 s          |
| 7e                     | CCC Team               | Pologne                | + 41 min 56 s          |
| 8e                     | Bahrain McLaren        | Bahreïn                | + 42 min 52 s          |
| 9e                     | AG2R La Mondiale       | France                 | + 45 min 11 s          |
| 10e                    | UAE Team Emirates      | Émirats arabes unis    | + 50 min 08 s          |

## Abandons
Aucun abandon